# Fernando Correa Ayala
Fernando Correa (Montevideo, 6 de gener de 1974) és un exfutbolista uruguaià que ocupava la posició de davanter. Té la nacionalitat italiana.

## Carrera
Va començar a jugar a les files del River Plate de Montevideo, equip al qual va debutar el 1991. El 1995 dona el salt a Europa, a l'Atlètic de Madrid de la lliga espanyola. Eixe any precisament el conjunt matalasser s'imposaria en la competició regular i en la Copa del Rei. A la temporada següent, Correa va ser cedit al Racing de Santander, on va destacar en les dues campanyes que hi va romandre.
De nou a l'Atlético, Correa no es va fer un lloc titular, sent davanter de refresc. El 2003 deixa la disciplina roig-i-blanca i fitxa pel RCD Mallorca. A l'equip illenc hi està dues campanyes, on tampoc gaudeix de la titularitat. Després de jugar només sis partits amb el seu nou equip, el Valladolid, Correa retorna al seu país, primer al River Plate de nou i després al Peñarol. El 2007 va disputar quatre partits amb l'equip xinès del Shanghai Shenhua.
Correa va destacar en categories inferiors de la selecció de futbol de l'Uruguai, jugant el Mundial juvenil de 1993. Va debutar l'any següent amb l'equip A del seu país. Al llarg d'una dècada, apareixeria intermitentment en les convocatòries uruguaianes. Fou precisament després d'un partit amb la seva selecció que el 6 de maig del 2004 donà positiu per cocaïna en un control antidopatge, cosa que li valgué una sanció d'un any.